# Червона Поляна (Берестинський район)
Черво́на Поля́на —  село в Україні, у Берестинському районі Харківської області. Населення становить 137 осіб. Орган місцевого самоврядування — Караванська сільська рада.

## Географія
Село Червона Поляна знаходиться на лівому березі річки Вільхуватка, вище за течією примикає село Завадівка, нижче за течією примикало село Червоносів, на протилежному березі - село Низівка (Харківський район). По селу протікає пересихає струмок. Через село проходить залізниця, станція Караван.

## Історія
22 червня 2023 року рішенням №230 Національної комісії зі стандартів державної мови віднесено до списку населених пунктів, які «можуть не відповідати лексичним нормам української мови», зокрема стосуватися «російської імперської чи колоніальної політики». Громаді рекомендовано обґрунтувати доцільність збереження поточної назви або запропонувати нову назву в установленому законодавством порядку.